# Circinisis
Circinisis is een geslacht van neteldieren uit de klasse van de Anthozoa (bloemdieren).

## Soort
- Circinisis circinata Grant, 1976